# Monossido di azoto
Il monossido di azoto è un composto chimico di formula NO che in condizioni standard si presenta come un gas incolore dal forte odore dolce.

## Storia
La prima osservazione della produzione di ossido di azoto nei mammiferi venne effettuata nel 1916, fatto che venne definitivamente confermato nel 1928. Nel 1992 ottenne il titolo di "Molecola dell'anno".
Nel 1998 venne conferito il Premio Nobel per la Medicina a Robert F. Furchgott, Louis J. Ignarro e Ferid Murad, "per le loro scoperte riguardanti l'ossido nitrico come molecola segnale nel sistema cardiovascolare" evidenziando la scoperta del monossido di azoto nei mammiferi. Questo straordinario progresso coincise anche con la scoperta del ruolo dello stesso come effettore citotossico nel sistema immunitario e come neurotrasmettitore intercellulare nel sistema nervoso.

## Caratteristiche strutturali e fisiche
Il composto presenta:
- un accettore di legami a idrogeno
- due atomi pesanti
- massa monoisotopica = 29,997988624 u
- superficie polare = 18,1 Å²[5]
- energia di ionizzazione = 9,27 eV
- pressione di vapore = 34,2 atm[6]
- densità di vapore relativa = 1,04[7]
- viscosità = 0,0188 cP a 25 °C e 101.325 KPa[8]
- entalpia di vaporizzazione = 3.293 kcal/mole
- entalpia standard di formazione = -21.5 kcal/mol a 18 °C
- costante di Trouton = 27,1[9]

Lo si può trovare anche in forma liquida di colore bluastro, mentre in forma solida assume una colorazione tra il blu e il bianco neve. Quando si trova in alte concentrazioni nell'aria assume una colorazione brunastra.
Il monossido di azoto è solubile in acqua, solfato di ferro e solfuro di carbonio. Di per se non è combustibile, ma accelera la combustione di materiali infiammabili. I vapori sono più pesanti dell'aria. Il riscaldamento dei contenitori può causarne la rottura violenta e il loro proiettarsi come razzi.

## Sintesi del composto
Viene rilasciato nell'aria dai gas di scarico dei veicoli a motore, dalla combustione di carbone, petrolio o gas naturale e durante processi come la saldatura ad arco, la galvanostegia, l'incisione e le esplosioni di dinamite.
Viene prodotto dall'ossidazione dell'ammoniaca a temperature superiori a 500°C, con conseguente decomposizione della soluzione ottenuta. Viene inoltre prodotto commercialmente dalla reazione dell'acido nitrico con metalli o cellulosa.

## Reattività e caratteristiche chimiche
La molecola di monossido di azoto è un radicale libero, il che è rilevante per comprendere la sua alta reattività. Reagisce con l'ozono nell'aria formando diossido di azoto, segnalato dalla comparsa di un colore rosso-bruno. Reagisce rapidamente con l'ossigeno formando ossidi di azoto. Si combina con cloro e bromo performare alogenuri di nitrosile (es. cloruro di nitrosile).
Del composto è disponibile lo spettro GC-MS.

## Biochimica
Viene prodotto normalmente in numerosi tessuti e in generale ha un ruolo come: neurotrasmettitore, molecola di segnalazione, agente vasodilatatore, agente broncodilatatore, spazzino di radicali, metabolita umano, metabolita dello stipite batterico K12 E. coli e metabolita del topo.
Viene sintetizzato a partire dall'arginina attraverso la ossido nitrico sintetasi. All'interno del sistema vascolare, l'ossido nitrico induce la vasodilatazione, inibisce l'aggregazione delle piastrine, previene l'adesione di neutrofili/piastrine alle cellule endoteliali, inibisce la proliferazione e la migrazione delle cellule muscolari lisce, regola la morte cellulare programmata (apoptosi) e mantiene la funzione di barriera delle cellule endoteliali.
L'ossido nitrico generato dai macrofagi in risposta ai microbi invasori agisce come agente antimicrobico. L'ossido nitrico attiva inoltre il gasocettore - guanilato ciclasi citosolica, aumentando così i livelli intracellulari di GMP ciclico. A livello riproduttivo l'ossido di azoto regola i seguenti processi:
- spermatogenesi
- nella maturazione dei follicoli ovarici
- mobilità spermatica
- erezione
- preeclampsia
- rimodellamento tissutale
- nella sintesi degli ormoni steroidei
- nella funzionalità delle tube di Falloppio
- comportamento sessuale
- gravidanza
- parto

## Farmacologia e tossicologia

### Effetti del composto e usi clinici
Viene utilizzato per il trattamento di neonati a termine e quasi a termine (>34 settimane) con insufficienza respiratoria ipossica associata a evidenze cliniche o ecocardiografiche d'ipertensione polmonare, al fine di migliorare l'ossigenazione e ridurre la necessità di ossigenazione extracorporea. Come parte del trattamento dell'ipertensione polmonare peri- e post-operatoria negli adulti e nei neonati, lattanti e bambini piccoli, bambini e adolescenti di età compresa tra 0 e 17 anni, in concomitanza con interventi di cardiochirurgia, al fine di diminuire selettivamente la pressione arteriosa polmonare, migliorare la funzione ventricolare destra e l'ossigenazione.

### Tossicologia
Molto tossico per inalazione e assorbimento cutaneo.

## Applicazioni
Il monossido di azoto è un intermedio estremamente importante nell'industria chimica e viene utilizzato come gas inerte negli impianti elettrici.